# Ти међутим стојиш на великој реци
„Ти међутим стојиш на великој реци” је југословенски ТВ филм из 1979. године. Режирао га је Александар Фотез који је написао и сценарио по делима Милоша Црњанског, Десанке Максимовић, Душана Матића и Васка Попе.

## Улоге
| Глумац            | Улога |
| ----------------- | ----- |
| Горан Букилић     |       |
| Марина Кољубајева |       |
| Бранислав Лечић   |       |
| Даница Максимовић |       |
| Енвер Петровци    |       |